# 新潟の若者達の番組
『新潟の若者達の番組』（にいがたのわかものたちのばんぐみ）は、エフエムラジオ新潟で毎週月曜日午前1時（日曜深夜）から放送されていたラジオ番組。略称は「ニイワカバン」。

## 概要
2009年11月23日に番組スタート。月曜 1:00 - 1:30（日曜深夜）に放送。
「新潟で頑張っている若者をゲストに招いて、仕事のことやプライベートのこと、その他色々な話を聞いていく」ことがテーマ。
出演者に次回のゲストを紹介してもらい、友達の輪を広げていく形式をとっている。
番組開始当初、ゲストは女性のケースが多く、キャバクラ嬢の割合が高かったが、次第に男性も増え、様々な職業の方のゲストも登場するようになった。
過去の放送、収録後のインタビューを全てポッドキャストで配信している。
番組の全てを配信するケースは、エフエムラジオ新潟ではPowervoice BASKETBALL Radioに次いで2番組目となっている。
2020年4月27日の放送をもって終了。翌週の5月4日より、『ニイワカエンサー』としてリニューアルした。

## パーソナリティ
- 清野幹（番組開始 - 2012年2月27日）
- 斉藤瞳（2012年3月5日 - 2016年3月28日）
- 本間紗理奈（2017年4月3日 - 8月28日）
- 上村知世（2017年9月4日 - 2018年3月26日）
- 村井杏（2016年4月4日 - 2017年3月27日、2018年4月2日 - 2020年3月30日）
- 水橋里奈（2020年4月6日 - 4月27日）※『ニイワカエンサー』にリニューアル後も引き続き担当。